# Mały Staw Polski
Mały Staw Polski je ledovcové jezero v Tatrách v Polsku. Nachází se v nadmořské výšce 1668 m v severovýchodní části údolí Pěti Stawů mezi Przednim a Wielkim Stawem Polskim. Jezero má rozlohu 0,1810 ha. Je 68 m dlouhé a 36 m široké. Dosahuje maximální hloubky 2,1 m a objemu 1800 m³.

## Pobřeží
Pobřeží je kamenité s ostrůvky trávy a kosodřeviny. Na západě se nachází Wielki Staw Polski na východě Przedni Staw Polski a na jihu malé nepojmenované oko. Na severním břehu stojí strážní chata polského Tatranského národního parku.

## Vodní režim
Jezerem protéká občasný potok z Przedneho do Wielkého Stawu Polského. Rozměry jezera v průběhu času zachycuje tabulka:
| Rok  | Měření prováděl | Rozloha ha | Délka m | Šířka m | Hloubka max. m | Objem m³ |
| ---- | --------------- | ---------- | ------- | ------- | -------------- | -------- |
| 1934 | WIG             | 0,18       | 68      | 36      | 2,1            | —        |
| 2005 | Gregor, Pacl    | 0,1810     | —       | —       | 2,1            | 1 800    |

## Přístup
modrá turistická značka z Gąsienicowy doliny k jezeru Morskie Oko prochází po západním a severním břehu jezera.